# برات آند ويتني آر-2180-إيه توين هورنيت
برات آند ويتني آر-2180-إيه توين هورنيت محرك شعاعي، صُنع في الولايات المتحدة بواسطة برات أند ويتني.

تكون المحرك من صفين من الأسطوانات، احتوى كل منهما على 7 أسطوانات.

## التطبيقات
- دوجلاس دي سي-4 إي
- نورث أميريكان إكس بي-21
- ريبابليك بي-43 لانسر (ريبابليك بي-44 روكيت)
- ستيرمان إكس ايه-21

## المواصفات (آر-2180-ايه)

### مواصفات عامة
- النوع: محرك طائرة شعاعي مكون من 14 أسطوانات في صفين، ويُبرد بالهواء.
- قطر الأسطوانة: 146 مم.
- الشوط: 152 مم.
- سعة المحرك: 35.7 لتر.
- الطول: 194 سم.
- القطر: 137 سم.
- الوزن الصافي: 1565-1647 باوند.

### المكونات
- نظام التبريد: تبريد بالهواء.

### الأداء
- القدرة الناتجة: 1200-1500 حصان.

## مزيد من القراءة
- Connors, Jack (2010). The Engines of Pratt & Whitney: A Technical History. Reston. Virginia: American Institute of Aeronautics and Astronautics. ISBN 978-1-60086-711-8.
- Gunston, Bill (2006). World Encyclopedia of Aero Engines, 5th Edition. Phoenix Mill, Gloucestershire, England, UK: Sutton Publishing Limited. ISBN 0-7509-4479-X.

## روابط خارجية
- محركات الطائرات المكبسية
- التاريخ التشغيلي لمحركات آر-2180 توين هورنيت وتوين واسب